# Банзе, Жозетт
 Жозетт Банзе (англ. Josette Banzet, 6 апреля 1938 — 4 декабря 2020) — американская актриса французского происхождения. В 1977 году стала лауреатом премии «Золотой глобус» в категории: Лучшая актриса второго плана на ТВ, за роль мисс Лено в мини-сериале «Богач, бедняк» (англ.).
Также снималась в фильмах: «Цыганка» (англ.) (1962), «Обратная сторона полуночи» (1977) и «Сильный удар» (англ.) (1979).